# Parker Bluff
Il Parker Bluff  è una ben marcata e arrotondata falesia antartica, situata all'estremità meridionale del California Plateau e che si affaccia sul Ghiacciaio Van Reeth, 9 km a est del Monte Blackburn, nei Monti della Regina Maud, in Antartide.

## Storia
La falesia è stata mappata dall'United States Geological Survey (USGS) sulla base di rilevazioni e foto aeree scattate dalla U.S. Navy nel periodo 1960-64.
La denominazione è stata assegnata dall'Advisory Committee on Antarctic Names (US-ACAN) in onore di John J. Parker, fotografo della squadriglia VX-6 della U.S. Navy durante l'Operazione Deep Freeze del 1966 e 1967.